# Trinità
Trinità là một đô thị tại tỉnh Cuneo trong vùng Piedmont của Italia, vị trí cách khoảng 60 km về phía nam của Torino và khoảng 20 km về phía đông bắc của Cuneo. Tại thời điểm ngày 31 tháng 12 năm 2004, đô thị này có dân số 2.005 người và diện tích là 28,2 km².
Trinità giáp các đô thị: Bene Vagienna, Fossano, Magliano Alpi và Sant'Albano Stura.